# Valinhos (Portogallo)

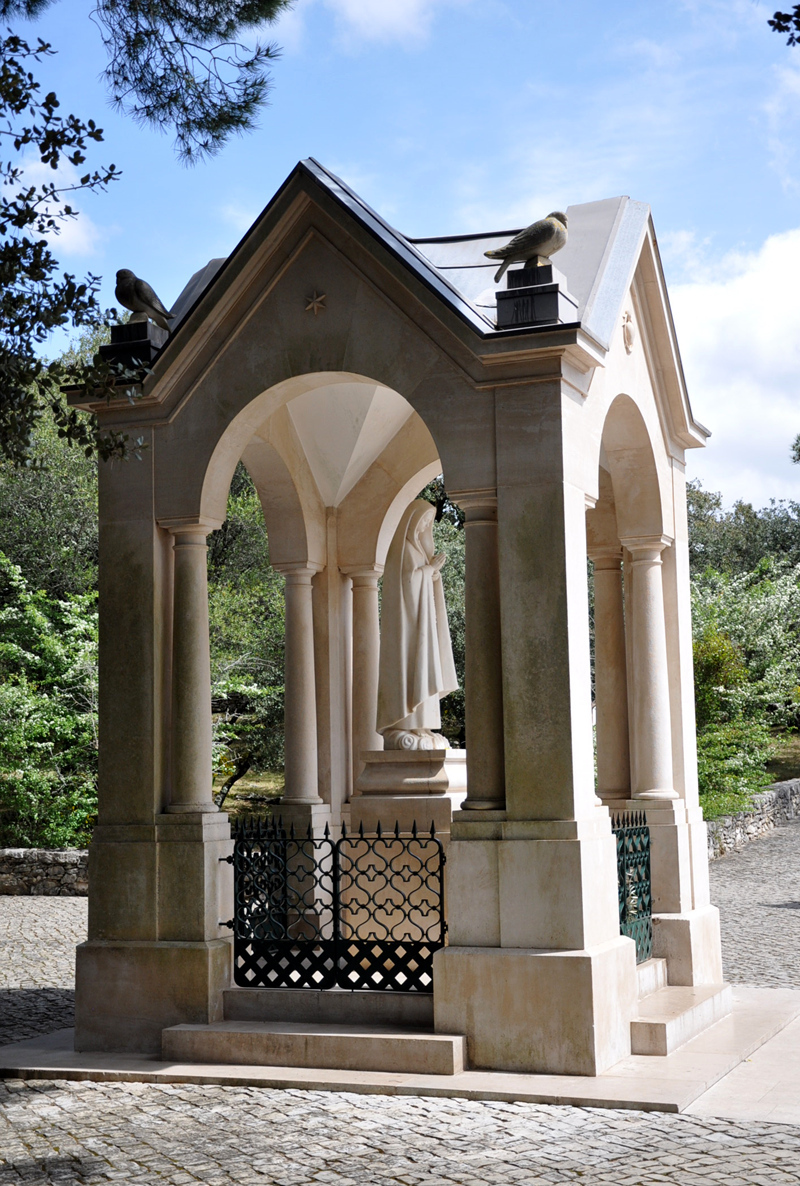
Monumento a Nostra Signora di Fatima, a Valinhos.

Valinhos è un luogo di campagna nei pressi di Fátima, in Portogallo. divenuto famoso per l'apparizione della Madonna di Fatima il 19 agosto 1917 e per la prima e la terza apparizione dell'Angelo Custode del Portogallo (detto anche Angelo della Pace).

## Punti di interesse
La Via Sacra o Caminho dos Pastorinhos (Sentiero dei pastorelli) conducei pellegrini lungo 14 cappelle che rappresentano le diverse stazioni della Via Crucis.  La Via Sacra inizia alla Rotunda Sul e termina al Calvario Ungherese (Calvário Húngaro), dove si trova una cappella dedicata a santo Stefano. Quattordici delle quindici stazion furono donate da rifugiati ungheresi.
Tra l'ottava e la nona stazione della Via Sacra si trova il luogo dove si dice sia avvenuta la quarta apparizione della Madonna, il 19 agosto 1917. La Loca do Anjo (luogo dell'angelo) è il luogo dove si dice siano avvenute le apparizioni dell'angelo ai veggenti; una scultura ora ricorda il punto.

## Apparizioni del 1916

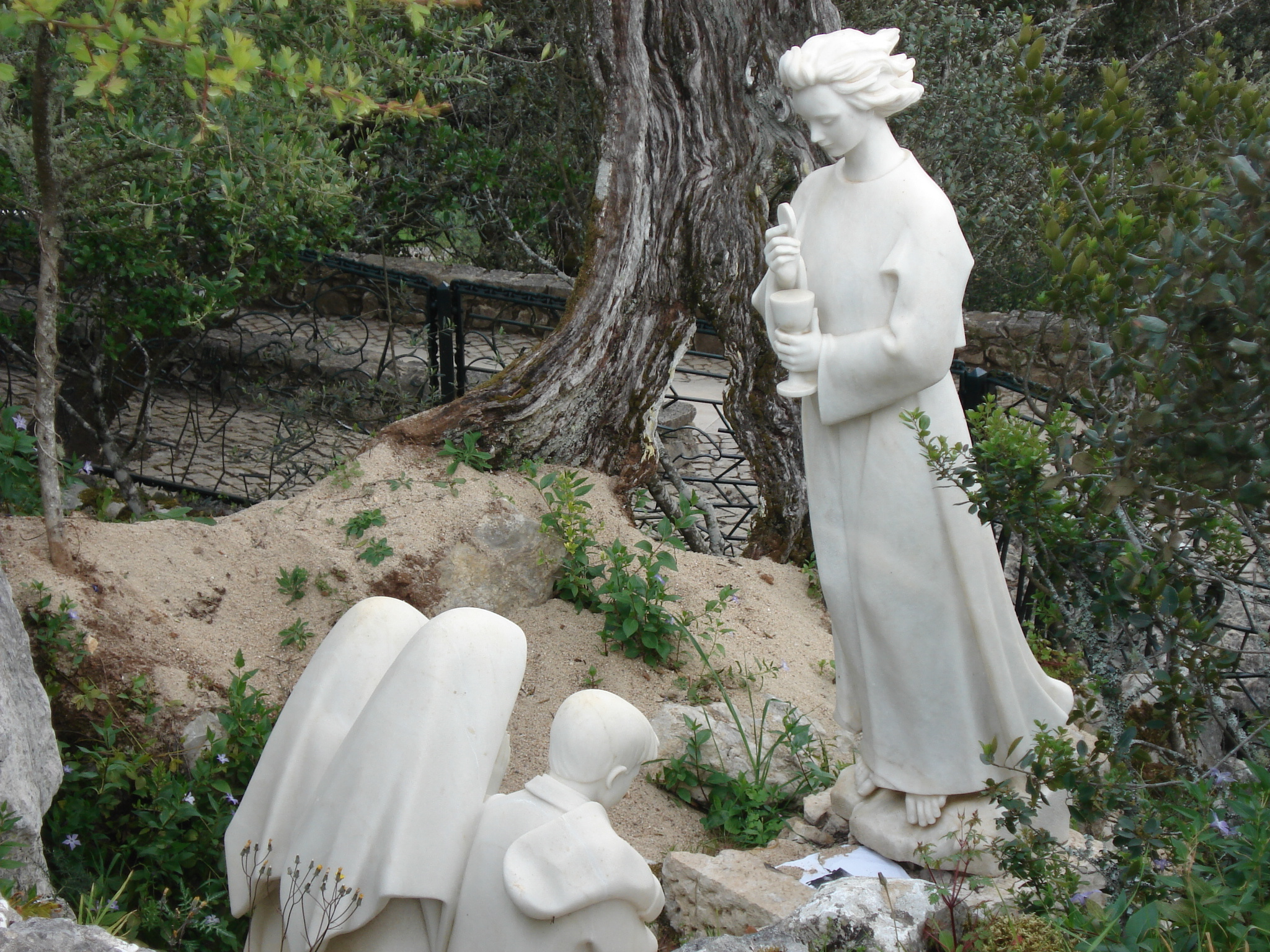
Rappresentazione dell'Angelo del Portogallo (o Angelo della Pace) nelle apparizioni ai tre fanciulli di Fatima.

Nelle sue Memorie, la monaca carmelitana portoghese suor Lucia, veggente di Nostra Signora di Fatima, racconta che, tra aprile e ottobre 1916, un angelo apparve a Fatima tre volte a lei e a Francesco e Giacinta Marto, invitandoli alla preghiera e alla penitenza. L'angelo si identificò come "l'angelo della pace" e "il tuo paese [i] ... Angelo custode, l'angelo del Portogallo".
I bambini riferirono che l'Angelo della Pace insegnò loro due preghiera: la Preghiera Teologale e la Preghiera Trinitaria.